# جاكو (لاعب كرة قدم)
كارلوس ألبرتو غيمارايس فيلهو المعروف بجاكو من مواليد 27 فبراير 1996 في كامبوس دوس غويتاكازس في البرازيل، هو لاعب كرة قدم برازيلي.

## روابط خارجية
- جاكو على موقع قاعدة بيانات كرة القدم.إي يو (الإنجليزية)
- جاكو على موقع Soccerway.com (الإنجليزية)